# Jon-Erik Öst
Jon Erik Öst (ibland skriven som Jon-Erik Öst), född 2 maj 1885 i Bergsjö församling, Gävleborgs län, död 8 januari 1968 i Meselefors, Vilhelmina kyrkobokföringsdistrikt, var en svensk riksspelman på fiol, kompositör och bagare. Öst var en av Sveriges mest framträdande spelmän under många år och komponerade över 100 melodier varav den mest kända är Fiolen min. Han var tongivande under spelmansrörelsen kring sekelskiftet 1900 och var med och bildade spelmansförbund och spelmansstämmor och spelmanstävlingar på olika platser i landet.

## Biografi
Öst föddes i Bergsjö i norra Hälsingland, men familjen flyttade efter några år till Edsbyn i södra Hälsingland. Av hans tolv barn har Ivan Thelmé, Erik Öst, Anna Öst, Eddy Öst och Calle Öst arbetat inom musikbranschen. Spelmansmusiken finns fortfarande kvar i släkten genom bland andra barnbarnet Maria Öst.
Öst började att spela fiol i 11-årsåldern. En viktig läromästare och inspiratör var spelmannen Snickar-Erik Olsson från Ovanåker utanför Edsbyn. Andra spelmän han kom i kontakt med under ungdomen var Hans "Pajas" Wahlman, Tulpans Anders Olsson, Geting-Lasse, Vingel-Anders och morbrodern Jonas-Petter Öst. Öst kom senare ensam att turnera i Sverige och några år i USA, bl.a. tillsammans med Blind-Pelle Selander. Han spelade också en del med Thore Härdelin d.ä., Myr-Hans Nilsson, Andreas Spik samt sonen Eric och hustrun Ester Jonsdotter Öst.  
Öst var till spelsättet inte särskilt traditionsbunden, utan skapade sin egen snabba och temperamentsfulla stil. De egna kompositionerna var till stor del inspirerade av virtuosa låtar från Ovanåkerstrakten blandat med konstmusik. Öst blev en av de första estradspelmännen inom folkmusiken, fick något av en idolstatus och var därigenom med att höja folkmusikens tidigare dalande popularitet. Östs spelsätt och kompositioner, men även andra moderna hälsingelåtar – bland annat av Jon-Erik Hall och vissa av Pelle Schenell – blev väldigt populära och hade stort inflytande på spelmansrörelsen kring sekelskiftet 1900 och var under en period tillsammans med gammeldansmusiken på god väg att konkurrera ut äldre traditioner och spelstilar runtom i Sverige. Öst själv propagerade å andra sidan för den lokala folkmusikens överlevnad och var emot både dragspel och jazz.
Trots att Östs musik blev mycket populär är antalet inspelningar med honom personligen relativt få, men det finns många tolkningar av Östs melodier gjorda av yngre spelmansgenerationer med början i bland andra Eric Öst, Theodor Olsson, Ivan Ericson och Hälsingepojkarna.
Födelsestugan är bevarad och numera uppställd på "Hundskinnet" i Bergsjö där det årligen anordnas en spelmansträff till Jon Erik Östs minne. Det har dessutom spelats in en film om honom av Björn Berge där Lars-Ove Bertilsson spelar huvudrollen varvat med intervjuer med Östs första fru Eda och deras barn Anna, Carl, Eddy och Eric.
Öst bosatte sig på 1940-talet i byn Meselefors i Vilhelmina socken i Södra Lappland, där han grundade en spelmansstämma, samt ett spelmanståget upp till Vilhelmina kyrka. Sedan 1942 har spelmansstämman ägt rum. Öst ligger begravd på Vilhelmina kyrkogård.

## Diskografi
- Jon Erik Öst (78, fonogrammärke saknas)
- 1923 - Glada fyran Spår: Länsmansvalsen  och Pelles polka efter Lars Johan Sundell (Lars i Svarven) / Sunds socken, Östergötland (78 Ekophon NS)
- 1952 - Meselegöken och Fiolen Min (med Delsbostintan) (78, Liljeson studio)
- 1978 – Jon Erik Öst (Sida A från konsert med Jon Erik och Ester Öst från 1950) (LP Gsm: Gsmlp 78-02)
- 1989 – Godbitar ur Olof Liljesons samling 1899-1952 : Arkivet för ljud och bild 10 år (LP) (Fiolen min från en inspelning med Jon Erik, Ester och Eric Öst samt Theodor Olsson och Stig Ihngle)